# Вобла (фестиваль)
«Вобла» — российский ежегодный рыбацкий фестиваль, проходящий в городе Астрахань с 1997 года. Появился по инициативе местного журналиста Игоря Белякова и нашёл поддержку со стороны губернатора области, местных властей и бизнеса. Соревнования основаны на принципах любительского рыболовства, в которых принимают участие представители различных городов России и зарубежных стран. Обычно проводится в конце апреля, что связано с выловом воблы — традиционного астраханского промысла. Весной эта рыба значительными косяками идёт из Каспийского моря в низовья Волги, становясь объектом массового рыболовства. В 2019 году, по решению жюри национального календаря событий EventsInRussia.com, фестиваль вошёл в список лучших событийных проектов страны и был удостоен звания «Национальное событие года».

## История

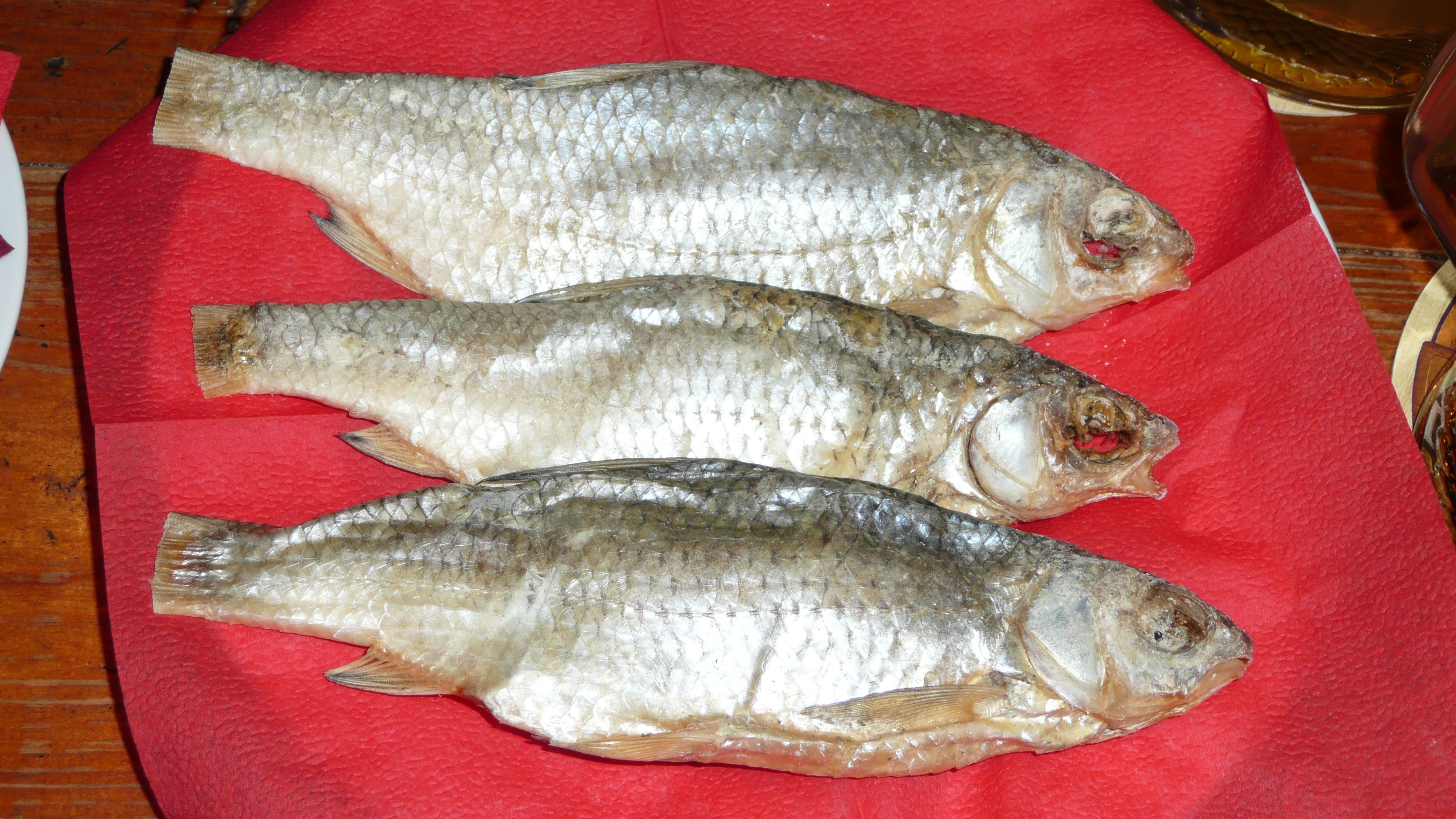
Вяленая вобла

Ежегодный традиционный рыбацкий фестиваль, проходит в городе Астрахань с 1997 года. Обычно проводится на Комсомольской набережной реки Волги в апреле. Этот месяц был выбран в связи с особенностями поведения рыбы вобла, обитающей в Каспийском море. Зимой разжиревшая вобла подходит близко к берегам и перезимовывает перед самым устьем Волги, чтобы весною двинуться в реку. Это происходит в конце зимы—начале весны, когда она устремляется в низовья Волги для нереста, а в марте ход ещё более усиливается. Окончательно он открывается только в апреле, когда река давно уже вскрылась. В этот период астраханцы традиционно массово занимались выловом этой рыбы, в ознаменование чего и решено было провести соответствующий фестиваль. Он возник по предложению астраханского журналиста Игоря Белякова и впервые был проведён в 1997 году. Праздник нашёл поддержку со стороны губернатора области, местных властей и бизнеса. Первое такое мероприятие прошло не совсем удачно, так как собственно воблы удалось поймать мало. Это объясняется тем, что было выбрано неудачное место для рыбалки: в центре, около городского стадиона. Кроме того, в это время господствовал сильный холодный ветер, а также низовья Волги были маловодными из-за малоснежной зимы и накапливания гидроэлектростанциями воды.    
Со временем фестиваль набрал обороты, в нём стали принимать участие представители из разных городов России и зарубежных стран; он привлёк внимание прессы, многочисленных туристов и посетителей. Мероприятие проходит под лозунгом «Или мы не астраханцы, или Волга не река». В соответствии с правилами и регламентом соревнований, основанных на принципах любительского рыболовства, в зачёт участников заносят улов из различных видов рыб размер, которых составляет не менее 17 см. Запрещённых к вылову и особей не достигших установленного организаторами размера, рыболовы должны отпустить. Победителем признаётся участник, которому достался улов в виде наибольшего количества крупной рыбы. Финалисты и одержавшие победу участники награждаются ценными призами, связанными с рыбалкой (моторные лодки, эхолоты и т. д.).  
В 2019 году, по решению жюри национального календаря событий EventsInRussia.com, созданного по инициативе Министерства культуры РФ и Федерального агентства по туризму, астраханский фестиваль вошёл в список лучших событийных проектов страны и был удостоен звания «Национальное событие года». В 2020 году из-за ограничений связанных с пандемией COVID-19 фестиваль был перенесён с апреля на сентябрь. Вместо Комсомольской набережной он прошёл на берегу Волги у Дворца бракосочетания, с изменёнными правилами. 